# (200398) 2000 RE89
(200398) 2000 RE89 es un asteroide perteneciente al cinturón de asteroides descubierto el 3 de septiembre de 2000 por el equipo del Lincoln Near-Earth Asteroid Research desde el Laboratorio Lincoln, Socorro, Nuevo México, Estados Unidos.

## Designación y nombre
Designado provisionalmente como 2000 RE89.

## Características orbitales
2000 RE89 está situado a una distancia media del Sol de 2,458 ua, pudiendo alejarse hasta 2,590 ua y acercarse hasta 2,325 ua. Su excentricidad es 0,053 y la inclinación orbital 7,523 grados. Emplea 1407,67 días en completar una órbita alrededor del Sol.

## Características físicas
La magnitud absoluta de 2000 RE89 es 16,3. 